# Lucius Julius Caesar (consul en -90)
Pour les articles homonymes, voir Iulius Caesar.
Lucius Julius Caesar (135 à 87 av. J.-C.), devint consul en 90 av. J.-C. Il est l’auteur de la lex Iulia de Civitate Latinis Danda qui octroya le droit de cité romain aux citoyens des villes italiennes qui n’avaient pas pris les armes contre Rome durant la guerre sociale. Il est le père de Julia Antonia, appelée aussi Julia Caesaris et est donc le grand-père de Marc-Antoine.
Appelé à tort Sextus Julius Caesar par Appien, il devient consul quand débute la guerre sociale et il prend la direction des opérations militaires avec son collègue Publius Rutilius Lupus. Il connaît des fortunes militaires diverses, subissant une importante défaite à la suite d'une embuscade des troupes samnites de Marius Égnatius.
D'après Appien, il meurt de maladie durant le siège d'Asculum, après avoir nommé Caius Baebius pour le remplacer. En fait, il apparait plutôt que Lucius et son frère Caius Julius Caesar Strabo Vopiscus ont été tués en 87 av. J.-C., au début de la guerre civile par des partisans marianistes. Ils sont morts dans la rue, selon Tite-Live leur tête a été suspendue et exposée sur la tribune des Rostres.